# Xenia (sastav)
Xenia je bio hrvatski pop rock sastav iz Rijeke, aktivan od 1981. do 1985. godine u Jugoslaviji. 
Njihova diskografija je sadržala dva 7" singla i dva studijska albuma.

## Životopis
Sastav su 1981. osnovali Vesna Vrandečić (vokal) i Robert Funčić (gitara i vokal). Prvi album Kad nedjelja prođe snimljen je u "Tira Recording Studiu" u Torsbyu, Švedska, producirao ga je Tihomir Varga, a objavio Jugoton. Najveći hitovi s ovog abuma bili su "Iznenadi me" i "Moja prijateljica". Na albumu su surađivali: Vesna Vrandečić (vokal), Robert Funčić (gitara), Marinko Radetić (bas-gitara) i Joško Serdarević (bubnjevi). 1998., Kad nedjelja prođe izglasan je na 89. mjesto najboljih albuma YU pop i rock glazbe od strane kritičara u knjizi YU 100: najbolji albumi jugoslavenske rock i pop glazbe.
Drugi album, Tko je to učinio? snimljen je u studiu "JM Sound" u Zagreba, a producirao ga je Vedran Božić, jedan od najboljih hrvatskih gitarista, dok ga je Jugoton objavio 1984. Sve pjesme na albumu skladao je Robert Funčić, a originalna postava s prvog albuma pojavila se i na ovom. Na ovom albumu je bio njihov najpoznatiji hit "Troje", ali i druge zapažene pjesme "Svejedno" i "Sasvim slučajno". Pjesma "Troje" je bila na 73. mjestu ljestvice najboljih pjesama prema glasovanju radija B92 2006.
Sastav je prestao postojati 1985. nakon samo dva objavljena albuma, no ipak se smatra jednim od najvažnijih predstavnika YU rock glazbe, 80-ih godina.
 Croatia Records objavila je ponovo njihova dva studijska albuma kao kompilaciju u veljači 2010. Pjevačica tog sastava, Vesna Vrandečić, bila je dio glazbenog projekta YU rock misija: Za milion godina.

## Diskografija

### Studijski albumi
- Kad nedjelja prođe (Jugoton, 1983.)[2]
- Tko je to učinio? (Jugoton, 1984.)

### Kompilacije
- 2 na 1 Collection (Croatia Records, 2010.)[5][6]

### Singlovi
- "Moja prijateljica" / "Povezi me" (Jugoton, 1982.)
- "Troje" / "Zadnji put" (1983.)